# Corrida das Blogueiras
Corrida das Blogueiras é um reality show brasileiro, dos gêneros competição e entretenimento, criado em 2018 pelos youtubers e influenciadores digitais Eduardo Camargo e Filipe Oliveira, do canal Diva Depressão, e produzido pela DiaTV.

## História
A primeira temporada estreou em 13 de novembro de 2018, com os episódios postados no canal no YouTube. O reality consiste em uma competição entre influenciadores digitais de menor reconhecimento, que enfrentam vários desafios sobre o ramo de criação de conteúdo e se tornar o vencedor.
O primeiro episódio da segunda temporada teve sua estreia em um evento de lançamento no Cinemark do Shopping Eldorado em São Paulo, com a presença do elenco e de fãs que foram ao local.
Em 2022, o primeiro episódio da quarta temporada também teve sua estreia exibida pelo no Cinemark do Shopping Cidade São Paulo
. A estreia contou com cinco salas reservadas para fãs e convidados.
Em 2023, pela primeira vez em todas as edições do programa, a competição contou com 12 participantes e não 10 como nos anos anteriores. 
A final da quinta temporada, em 19 de janeiro de 2024, foi apresentada e transmitida diretamente da Vibra São Paulo, em São Paulo e contou com show da cantora Pabllo Vittar. Todos os 4 mil ingressos foram esgoados. Todo o elenco da temporada estava presente, além também de eliminados da temporada, junto também das vencedoras de temporadas anteriores que subiram ao palco o anúncio de quem seria o vencedor da temporada.
A sexta temporada foi gravada em outubro de 2024, e foi lançada em 12 de novembro de 2024. Dessa vez, nomeada de "Corrida das Blogueiras 6: Nova Chance", 12 ex-participantes retornaram para uma oportunidade de ganhar o prêmio e a Coroa de Cola Quente.

## Formato
O reality criado pelo canal Diva Depressão é inspirado no fenômeno RuPaul's Drag Race, competição norte-americana de drag queens. Eduardo Camargo e Filipe Oliveira, a dupla que faz o Diva Depressão, conta que o próprio nome do programa, Corrida das Blogueiras, é uma sátira ao programa americano.
O programa faz seleções entre os vídeos de inscrição enviados pelos candidatos que devem ter 18 anos de idade ou mais no momento da gravação. O formato consiste em: semanalmente, os competidores participam de provas orientadas por Filipe e Eduardo, onde são testadas suas habilidades como Influenciador digital em montar looks do dia, produzir stories, editar vídeos e entregar boas “publis”. O programa transmitido pela DiaTV, tem como objetivo escolher a Próxima Grande Blogueira do Brasil.
- Desafio Principal: O Desafio Principal é uma prova que pode ser realizada individualmente ou em grupo. Aquele que vence o desafio principal além de permanecer no jogo, ganha geralmente uma vantagem para o episódio seguinte que poderá ajudá-lo na competição.[13]
- Julgamento: O programa também conta com uma banca de jurados que dão a sua opinião sobre o desempenho dos participantes no "Desafio Principal" e auxiliam Eduardo e Filipe no veredito final.[13]
- Flop: Depois da avaliação, os participantes com as performances consideradas "mais fracas" vão para o Flop da semana, tendo que realizar um mini-desafio, e a partir disso, Filipe e Eduardo decidem quem continua na competição e quem é eliminado.[13]